# Cofre de Perote
Cofre de Perote, ursprungligen Naupa-Tecutépetl (från Nāuhpa-Tēuctēpetl på nahuatl) eller Nauhcampatépetl (betyder ungefär "platsen för de fyra bergen" eller "berget för herren med de fyra platserna" på nahuatl) är en utdöd sköldvulkan i den mexikanska delstaten Veracruz som ligger vid den plats där Transmexikanska vulkanbältet går ihop med Sierra Madre Oriental. Vulkanen är det åttonde högsta berget i Mexiko.
Cofre de Perote ser väldigt olik ut sin granne Pico de Orizaba, vilken är en stratovulkan, medan Cofre de Perote är en sköldvulkan.
Skogsråttan Neotoma nelsoni lever endemisk på vulkanens låga och medelhöga delar.